# KTorrent
KTorrent es un cliente de BitTorrent para KDE escrito en C++ y Qt.
Forma parte de KDE Extragear, y su interfaz de usuario es sencilla.

## Características
Entre sus principales funciones se pueden destacar:
- Descarga de archivos torrent de una forma agrupada.
- Soporte para IPv6.
- Soporte para SOCKS hasta la versión 5, lo que le permite funcionar incluso detrás de un cortafuegos.
- Cancelación de la bajada de torrents si el espacio en el disco duro es escaso.
- Limitación de la velocidad de subida y bajada de datos, incluso individualizando cada torrent.
- Búsqueda en Internet de archivos torrent utilizando diferentes motores de búsqueda, entre ellos el de la página oficial de BitTorrent (usando Konqueror a través de KParts), así como la posibilidad de añadir buscadores propios.
- Seguimiento de UDP, más información.
- Programador de ancho de banda configurable en intervalos de una hora para cada día de la semana.
- Soporta UPnP y DHT.
- Capacidad de importar archivos completa o parcialmente descargados.
- Filtro de direcciones IP no deseadas.
- Cifrado de protocolo.
- Permite agrupar torrents.
- Descargas automáticas desde feeds RSS.